# Хелденс, Лиз
Лиз Хелденс (англ. Liz Heldens) — американский телевизионный продюсер и сценарист, четырёхкратный номинант на премию Гильдии сценаристов США. Хелденс в первую очередь известна благодаря своей работе над телесериалом «Огни ночной пятницы» в 2006—2009 годах. После она создала сериал «Милосердие», который был закрыт после одного сезона, а 2011—2012 годах продюсировала сериал «Главный подозреваемый», также закрытый после одного сезона. В 2012 году она создала сериал «Обман».